# Sòcrates d'Argos
Sòcrates d'Argos (Socrates, Σωκράτης) fou un historiador grec nadiu de la ciutat d'Argos. No se sap l'època en la qual va viure. Va escriure l'obra περιήγησις Ἄργους (Diogenes Laertius, i Menag. ad loc.; Schol. ad Pind. var. loc.; Schol. ad Eurip. Phoen. 45; Fabricius, Bibl. Graec. vol. 2. p. 689; Vossius, de Hist. Graec. p. 499)